# センノリ
センノリ（イタリア語: Sennori）は、イタリア共和国サルデーニャ自治州サッサリ県にある、人口約7,200人の基礎自治体（コムーネ）。

## 地理

### 位置・広がり

#### 隣接コムーネ
隣接するコムーネは以下の通り。
- オージロ
- サッサリ
- ソルソ
- テルグ